# Aeropuerto Regional de Mánchester-Boston
El Aeropuerto Regional de Manchester-Boston (IATA: MHT, OACI: KMHT, FAA LID: MHT), o referido como Aeropuerto de Mánchester, es un aeropuerto público localizado a 5 kilómetros (3 millas) al sur del distrito financiero de Mánchester, Nuevo Hampshire, en el límite de los condados de Hillsborough y Rockingham. El aeropuerto está entre las ciudades de Mánchester y Londonderry.
El aeropuerto era conocido como "Aeropuerto de Mánchester" hasta el 18 de abril de 2006, cuando se cambió a "Aeropuerto Regional de Manchester-Boston" para promocional la cercanía con la ciudad de Boston, Massachusetts, aproximadamente a 80 kilómetros (50 millas) al sur.

## Facilidades
El aeropuerto cubre un área de 610 hectáreas, (1 500 acres) de las cuales contiene dos pistas de aterrizaje: la pista 17/35 que mide 2 816 x 46 metros (9 250 x 150  pies) y la pista 6/24 que mide 2 332 x 46 metros (7 650 x 150 pies).
Por un periodo de 12 meses que terminó el 31 de enero de 2007, el aeropuerto tuvo 93,138 operaciones aeronauticas, un promedio de 225 por día: 41% vuelos programados comerciales, 27% aviación general, y 1% militar.

## Aerolíneas y destinos

### Pasajeros

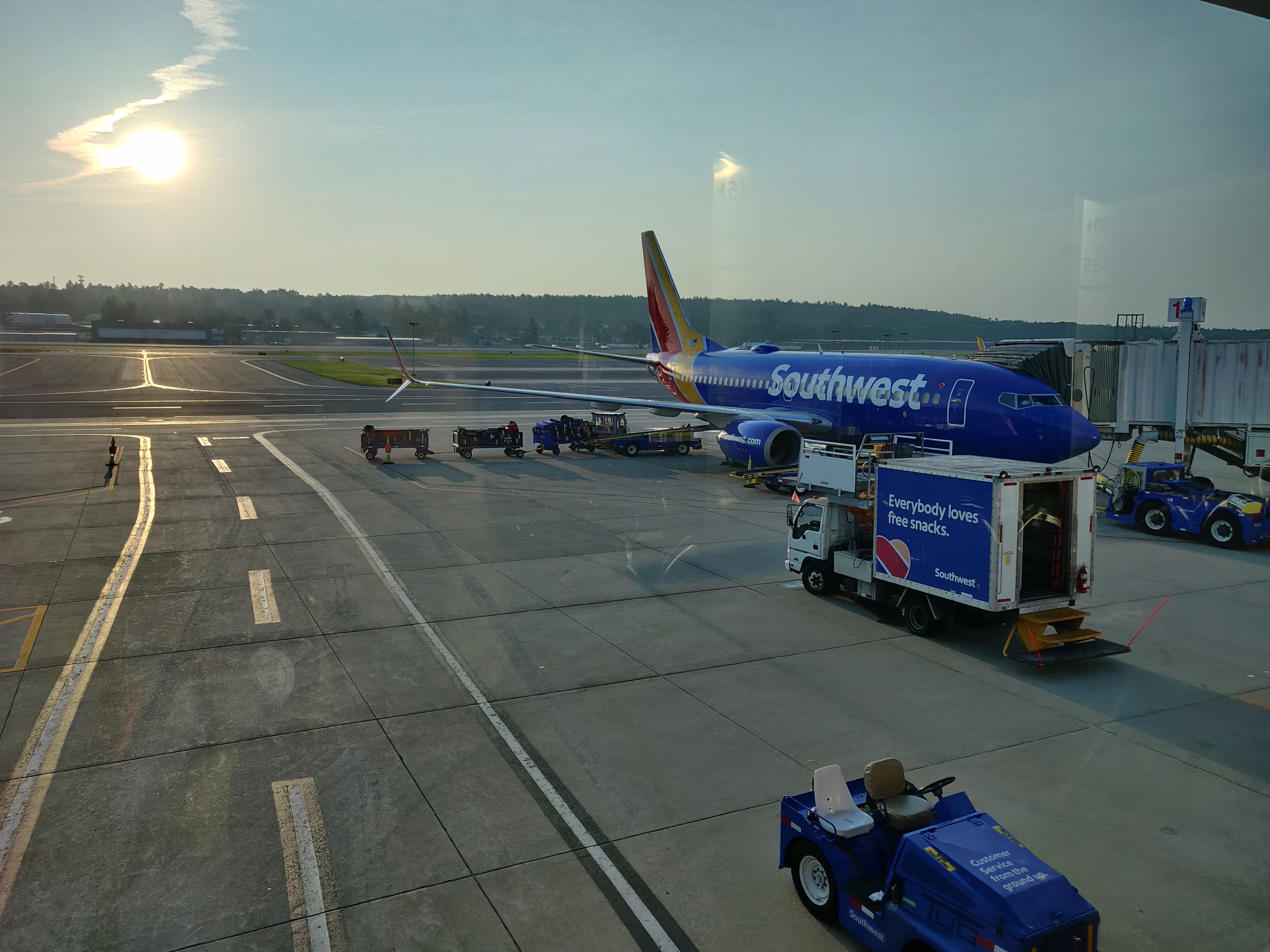
Avión de Southwest en el aeropuerto.

| Aerolíneas         | Destinos |
| ------------------ | --- |
| American Airlines  | Estacional: Charlotte |
| American Eagle     | Charlotte, Filadelfia, Washington–National Estacional: Chicago–O'Hare                                                                  |
| Avelo Airlines     | Charlotte/Concord, Myrtle Beach, Raleigh/Durham, Wilmington (NC)                                                                       |
| Breeze Airways     | Charleston (SC), Fort Myers, Myrtle Beach (inicia el 6 de febrero de 2026), Orlando, Raleigh/Durham (inicia el 6 de noviembre de 2025) |
| JetBlue Airways    | Orlando Estacional: Fort Lauderdale, Fort Myers, Nueva York–JFK (finaliza el 3 de septiembre de 2025)                                  |
| Southwest Airlines | Baltimore, Chicago–Midway, Orlando Estacional: Tampa                                                                                   |
| United Express     | Washington–Dulles |

### Carga

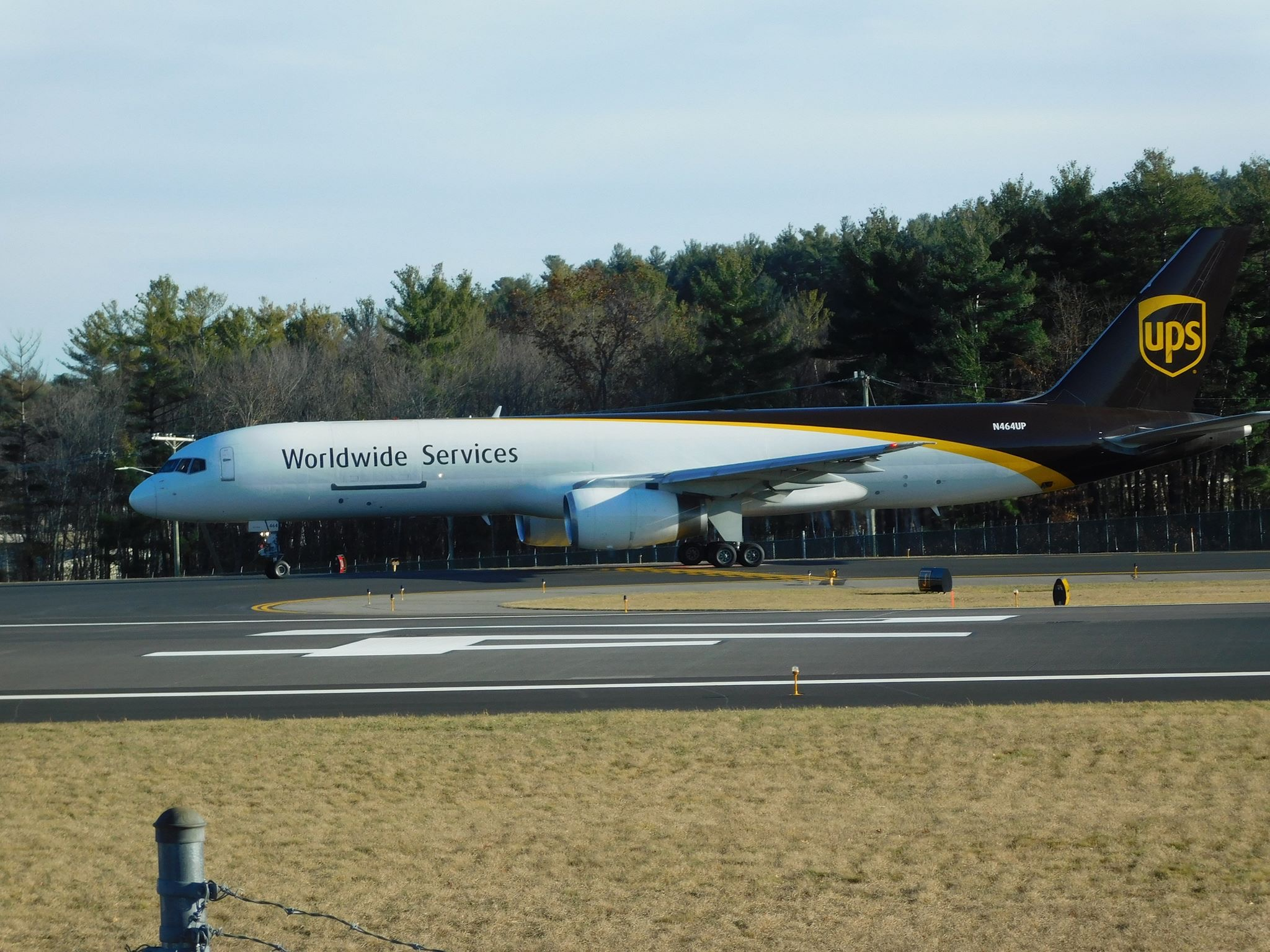
B757-200F de UPS Airlines rodando hacia la pista de MHT.

| Aerolíneas    | Destinos |
| ------------- | --- |
| Amazon Air    | Chicago/Rockford, Cincinnati, Forth Worth/Alliance                                                                              |
| Ameriflight   | Auburn, Bangor, Barre/Montpelier, Burlington (VT), Portland (ME), Presque Isle, Rockland, Rutland, Waterville (ME)              |
| FedEx Express | Memphis Estacional: Búfalo, Filadelfia, Greensboro, Hartford, Indianápolis, Newark, Portland (ME)                               |
| UPS Airlines  | Filadelfia, Louisville Estacional: Bangor, Chicago/Rockford, Cleveland, Columbia (SC), Gary, Hartford, Miami, Ontario, Siracusa |

## Estadísticas

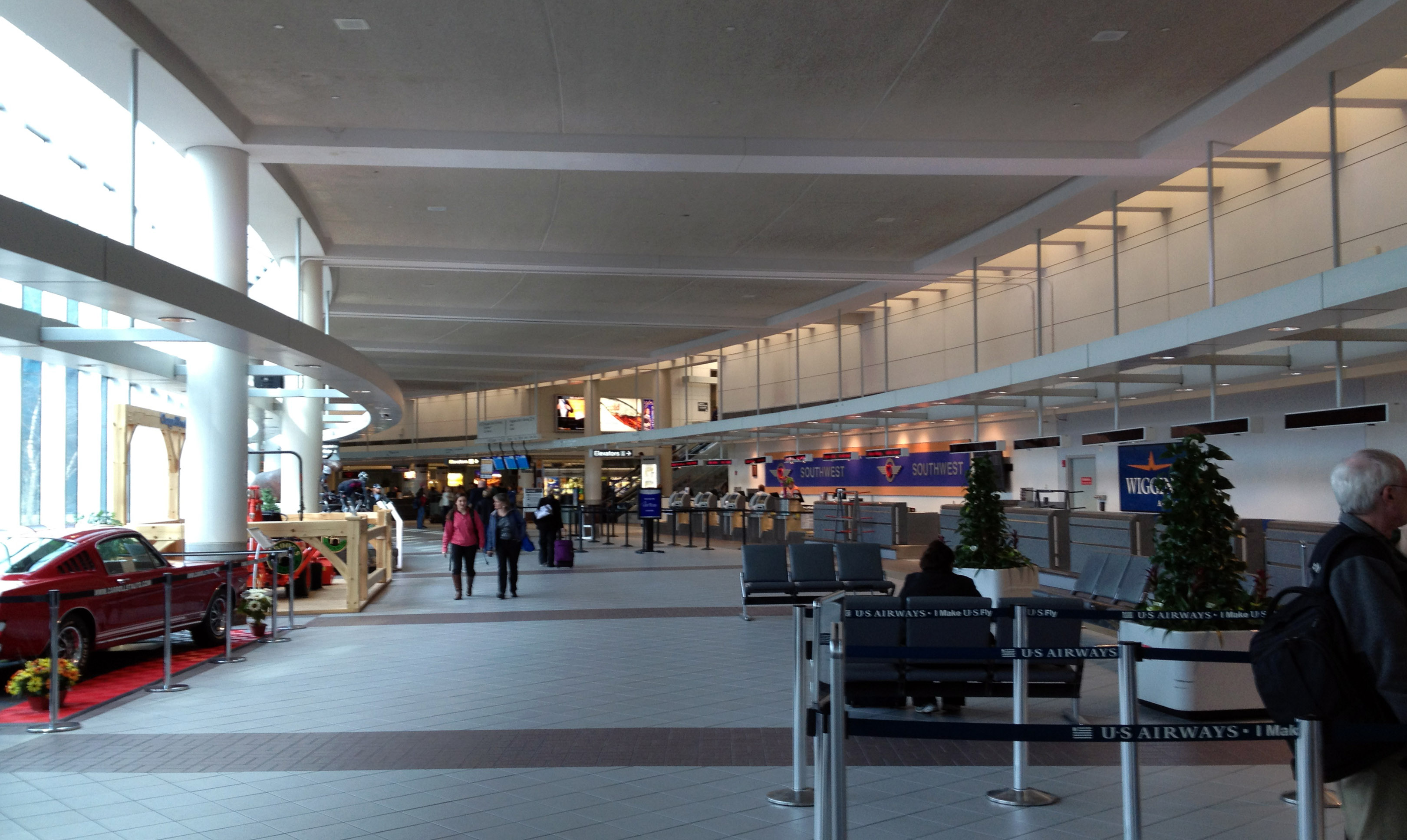
Pasillo principal del aeropuerto.

### Tráfico anual
| 1990s | 1990s     | 1990s   | 2000s | 2000s     | 2000s   | 2010s | 2010s     | 2010s   | 2020s | 2020s     | 2020s  |
| Año   | Pasajeros | Cambio  | Año   | Pasajeros | Cambio  | Año   | Pasajeros | Cambio  | Año   | Pasajeros | Cambio |
| ----- | --------- | ------- | ----- | --------- | ------- | ----- | --------- | ------- | ----- | --------- | ------ |
|       |           |         | 2000  | 3,169,301 | 012.82% | 2010  | 2,814,432 | 011.53% | 2020  | 634,841   | 062.6% |
|       |           |         | 2001  | 3,233,555 | 02.03%  | 2011  | 2,710,747 | 03.68%  | 2021  | 944,147   | 48.7%  |
| 1992  | 840,361   |         | 2002  | 3,366,834 | 04.12%  | 2012  | 2,452,064 | 09.54%  | 2022  | 1,301,952 | 35.7%  |
| 1993  | 794,134   | 05.5%   | 2003  | 3,601,661 | 06.97%  | 2013  | 2,422,102 | 01.22%  | 2023  | 1,283,487 | 00.9%  |
| 1994  | 919,914   | 015.84% | 2004  | 4,003,307 | 011.15% | 2014  | 2,095,674 | 013.48% | 2024  | 1,272,689 | 00.7%  |
| 1995  | 893,326   | 02.89%  | 2005  | 4,329,478 | 08.15%  | 2015  | 2,077,064 | 00.86%  |       |           |        |
| 1996  | 984,130   | 010.16% | 2006  | 3,896,532 | 010%    | 2016  | 2,021,279 | 02.50%  |       |           |        |
| 1997  | 1,108,216 | 012.61% | 2007  | 3,892,630 | 00.1%   | 2017  | 1,970,688 | 02.50%  |       |           |        |
| 1998  | 1,938,089 | 074.88% | 2008  | 3,716,393 | 04.53%  | 2018  | 1,847,908 | 06.2%   |       |           |        |
| 1999  | 2,809,089 | 044.94% | 2009  | 3,181,249 | 014.40% | 2019  | 1,727,532 | 06.5%   |       |           |        |